# Imagini mișcătoare
Imagini mișcătoare (1990) (titlu original Moving Pictures) este titlul celui de-al zecelea roman al seriei lui Terry Pratchett Lumea Disc. Acțiunea cărții se petrece în cel mai faimos oraș al Lumii Disc, Ankh-Morpork, și într-un orășel numit "Holy Wood". Este primul roman al Lumii Disc în care apare Mustrum Ridcully, Arhicancelarul Universității Nevăzute.

## Intriga
Breasla Alchimiștilor de pe Lumea Disc a inventat imaginile mișcătoare. Speranțele multora se îndreaptă spre cântecul de sirenă al Holy Wood-ului, casa industriei "clicurilor", iar printre ele se numără și cele ale lui Victor Tugelbend ("Nu cântă. Nu dansează. Cu sabia se pricepe un pic."), un exilat al Universității Nevăzute din Ankh-Morpork și Theda "Ginger" Withel, o fată "dintr-un orășel de care nu ai auzit niciodată", care devin staruri, precum și cele ale celui mai infam vânzător al Lumii Disc, Lua-Mi-aș Singur Beregata Dibbler, care introduce comerțul în ecuație, devenind un producător de succes.
Între timp, se constată treptat că producerea filmelor afectează structura realității. Ginger este posedată de o entitate necunoscută, iar Victor descoperă un cinematograf ascuns, vechi, care conține o poartă către Dimensiunile Subterane. Revenit în Ankh-Morpork, Victor se luptă cu o creatură care a reușit să părăsească Dimensiunile Subterane, folosindu-se de faptul că prin intermediul unei camere viața devine așa cum este în film.